# Rhamnapoderus palmi
Rhamnapoderus palmi es una especie de coleóptero de la familia Attelabidae.

## Distribución geográfica
Habita en Kenia.